# Malgassesia rufithorax
Malgassesia rufithorax là một loài bướm đêm thuộc họ Sesiidae. Nó được tìm thấy ở Madagascar.